# BSA (auto)
BSA auto's werden tussen 1907 en 1912 geproduceerd door BSA Cycles ltd. in Birmingham en daarna tot 1939 in Coventry. BSA begon auto's te produceren om de inmiddels ingelijfde Royal Small Arms Factory in Sparkbrook draaiende te houden. Het kocht ook autofabrikant Daimler en een ander, onafhankelijk merk binnen de BSA-groep was autofabrikant Lanchester, die in 1931 werd overgenomen.

## Voorgeschiedenis
Oorspronkelijk begon BSA in 1861 als fabriek voor wapens, opgericht door veertien wapensmeden die ten tijde van de Krimoorlog (1853-1856) wapens aan het Britse leger hadden geleverd. Het bedrijf heette toen nog Birmingham Small Arms Trade Association. De samenwerking ontstond nadat Britse staatsbedrijven in de Verenigde Staten machines hadden gekocht om wapens te produceren, waardoor de wapensmeden minder werk kregen. In 1863 resulteerde de samenwerking in een order voor 20.000 Turkse infanteriegeweren. Op 30 september van dat jaar werd het bestuurscomité vervangen door een Raad van Bestuur, die bestond uit Joseph Wilson, Samuel Buckley, Isaac Hollis, Charles Playfair, Charles Pryse, Sir John Ratcliffe, Edward Gem, en J.F. Swinburn met als bestuursvoorzitter John Dent Goodman. Orders van het Britse leger waren zeldzaam omdat de Britse regering haar staatsbedrijven, waar men veel in geïnvesteerd had, beschermde. Pas in 1868 kreeg BSA zijn eerste opdracht van het War Office. Waarschijnlijk produceerde BSA rond 1869 al fietsen (waarschijnlijk Penny-farthings) onder de typenaam "Delta". In 1879 sloot het bedrijf een jaar lang de poorten wegens gebrek aan opdrachten.
| De volledig stalen carrosseriedelen van het 13.9 HP Model (1912-1915) |

## Autoproductie

### 1907-1915
In 1906 werd Frank Dudley Docker directeur van BSA. Hij kreeg al meteen een probleem op te lossen. BSA had het staatsbedrijf Royal Small Arms Factory (RSAF) in Sparkbrook overgenomen van het War Office, dat probeerde de productie van een kwart van alle Lee-Enfield-geweren bij dit bedrijf onder te brengen, een belofte die niet werd nagekomen. BSA kwam in financiële problemen en in februari 1907 ging men samen met een andere rijwielfabrikant, de Eadie Mfg Co in Redditch. Een ander middel om de crisis te overwinnen én de fabriek in Sparkbrook aan het werk te houden was de productie van auto's. In 1907 volgde het eerste prototype voor een BSA-auto, en in het jaar daarop rolden er 150 exemplaren van de productieband. In 1907 verliet eerste BSA 18/23 de fabriek. Men produceerde tot 1914 modellen met motoren van 2½- tot 4,2 liter cilinderinhoud, waarbij de zwaardere modellen waren geïnspireerd door de Itala 25/35 die in 1897 de rally Peking-Parijs had gewonnen. In 1908 leverde men drie modellen: 14/18, 18/2 en 25/33, allemaal met viercilindermotoren. De autoproductie viel vanaf 1910 onder de verantwoordelijkheid van BSA Cycles Ltd. Om kennis van de autoproductie in huis te halen werd in dat jaar autofabrikant Daimler in Coventry overgenomen door BSA. Vanaf dat moment werden de BSA-auto's voorzien van Daimler-motoren. De BSA-modellen 15/20 en 20/25 werden ook als "Daimler" verkocht. In 1912 werd de autoproducitie overgebracht naar Daimler in Coventry, maar de carrosserieën kwamen uit Sparkbrook. BSA was een van de twee merken die volledig stalen carrosserieën produceerden, naast het Amerikaanse merk Hupmobile. Tegelijkertijd was BSA de grootste producent van fietsen en motorfietsen in het Verenigd Koninkrijk. Begin 1914 leverde men al zeven motorfietsmodellen en twee zijspanmodellen. Het 13.9 HP-automodel werd gedurende korte tijd ook met een gewijzigde radiateur door Siddeley-Deasy verkocht. Bij Daimler gingen de zaken echter niet goed. In 1913 bouwden 5.000 werknemers slechts 1.000 voertuigen. 

#### Gegevens 1907-1915
| BSA Model      | 14/18 HP              | 18/23 HP              | 25/33 HP              | 15/20 HP              | 20/25 HP              | 13.9 HP               |
| -------------- | --------------------- | --------------------- | --------------------- | --------------------- | --------------------- | --------------------- |
| Periode        | 1907-1910             | 1908-1910             | 1908-1911             | 1910-1911             | 1910-1911             | 1912-1915             |
| Motortype      | Zijklepmotor          | Zijklepmotor          | Zijklepmotor          | Zijklepmotor          | Zijklepmotor          | Zijklepmotor          |
| Bouwwijze      | Viercilinderlijnmotor | Viercilinderlijnmotor | Viercilinderlijnmotor | Viercilinderlijnmotor | Viercilinderlijnmotor | Viercilinderlijnmotor |
| Cilinderinhoud | 2596 cc               | 3622 cc               | 5401 cc               | 3053 cc               | 4156 cc               | 2015 cc               |
| Aandrijving    | Achterwiel            | Achterwiel            | Achterwiel            | Achterwiel            | Achterwiel            | Achterwiel            |
| Wielbasis      | 2591 mm               | 2869 mm               | 3150 mm               | 2667 mm               | 2896 mm               | 2726 mm of 2845 mm    |

### Eerste Wereldoorlog
Door het uitbreken van de Eerste Wereldoorlog moest de autoproductie in 1914 worden beëindigd. In de oorlog viel BSA terug op de fabricage van Lewis Guns, granaten en militaire voertuigen, hoewel er nog wel kleine aantallen motorfietsen geproduceerd werden, onder andere voor het Russische leger. Deze order was aan het Britse Ministerie van Oorlog gedaan en ook AJS, Norton en Sunbeam kregen er een deel van.

### 1921-1926
In 1921 werd de autoproductie hervat, niet met een badge-engineered Daimler, maar een echte BSA met een 900cc-V-twin-motor. Dit was niet de motor zoals die ook in de BSA-motorfietsen werd gebruikt, maar gebaseerd op de Amerikaanse Hotchkiss-V-twin. Later werd deze vierzitter ook geleverd met vier- en zescilindermotor. Deze laatste was een Knight-schuivenmotor. BSA bouwde een nieuwe fabriek aan Coventry Road in Birmingham die Light Car Works werd genoemd, maar de verkopen gingen niet goed. De productie werd rond 1926 beëindigd. In vier jaar tijd waren er waarschijnlijk niet meer dan 1.000 auto's gebouwd. Vooral de concurrentie van de goedkopere Austin Seven was sterk. 

#### Gegevens 1921-1926
| BSA Model       | 10 HP      | 11HP                  | 12 HP                 | 14 HP                 | 16 HP                |
| --------------- | ---------- | --------------------- | --------------------- | --------------------- | -------------------- |
| Periode         | 1921-1924  | 1923                  | 1923                  | 1924                  | 1924-1926            |
| Bouwwijze motor | V-twin     | Viercilinderlijnmotor | Viercilinderlijnmotor | Viercilinderlijnmotor | Zescilinderlijnmotor |
| Cilinderinhoud  | 1080 cc    | 1468 cc               | 1028 cc               | 1765 cc               | 1872 cc              |
| Aandrijving     | Achterwiel | Achterwiel            | Achterwiel            | Achterwiel            | Achterwiel           |
| Wielbasis       | 2438 mm    | 2692 mm               | 2819 mm               | 2438 mm of 2692 mm    | 2972 mm              |

### 1929-1939

#### TW driewielers
In 1929 werd de automobielproductie weer opgestart, maar met een heel ander concept met voorwielaangedreven driewielers. De aanduiding "TW" stond voor: Two Wheel Drive. Zo kon men vanzelfsprekend tegemoetkomen aan de vraag om goedkoper vervoer. Door de voorwielaandrijving werd de zware belasting van de enkele achterband voorkomen, net als een aandrijfketting, die voortdurend gesmeerd moest worden. Bovendien had de BSA een achteruitversnelling, een overkapping en een startmotor, die concurrenten Morgan en Coventry Victor niet aanboden. De voorkant had een onafhankelijke wielophanging. De V-twin was weer gebaseerd op de Hotchkiss 90° kopklep V-twin waarvan men het voorbeeld in 1922 al had gebruikt. Dit maakte het mogelijk om het gewicht onder de 8 hundredweight (400 kg) te houden, een belastingtarief voor driewielers. De motor was wel herzien en had nu een cilinderinhoud van 1021 cc. De auto had een koppeling met platen van kurk en staal, een normale versnellingsbak en een differentieel tussen de voorwielen, die door assen werden aangedreven. Het chassis was rechthoekig, gemaakt van stalen buizen, en liep naar achteren taps toe. Dit BSA 9 HP-model werd aangeboden als "Sports" en "Tourer" en werd in 1932 aangevuld met de modellen De Luxe, Special Sports en Family De Luxe. Dit model had twee kinder-zitplaatsen achterin die konden worden afgedekt met platen. Alleen het grootste kind had wat beenruimte. De Special Sports had een 1075 cc zijklep-viercilinder motor die in eigen huis was ontwikkeld. Een bestelwagenversie en een vierwieluitvoering in 1932 werden geen succes. De carrosserieën werden gemaakt door Avon Coach Building in Warwick en Carbodies in Coventry. Bij de goedkope versies waren ze met gelakt linnen afgewerkt, bij de duurdere modellen met aluminiumplaat. De BSA-driewielers hadden voornamelijk concurrentie te vrezen van Morgan, maar doordat de BSA's zeer royaal waren uitgerust, werden ze veel beter verkocht. Behalve de drie versnellingen (+ achteruit) hadden ze bijvoorbeeld al een startmotor, onafhankelijke wielophanging, "quickly detachable" 19 inch wielen die onderling uitwisselbaar waren én een reservewiel, veiligheidsglas, een linnen kap en vijf elektrische lampen: twee koplampen, twee stadslichtjes en een achterlicht. Bij het boordgereedschap zaten zelfs een vetspuit en een bandenpomp. Er was een kleine kofferbak, maar die werd vrijwel geheel gevuld door het achterspatbord.
In 1937 werd de wegenbelasting voor alle motorvoertuigen afgeschaft, waardoor de belastingvoordelen van de driewielers vervielen. Bovendien werden "normale" vierwielauto's steeds goedkoper. Daardoor werd in 1936 de productie van de driewielers al beëindigd. BSA ging tot aan de Tweede Wereldoorlog de Scout-vierwielauto produceren.

#### Lanchester-modellen
Na de overname van Lanchester werden goedkopere uitvoeringen van Lanchester-modellen gebouwd: de BSA Ten en de BSA Light Six. De productie daarvan eindigde ook in 1936, maar in 1935 waren er al eigen BSA-modellen gekomen, lichte vierwielers met voorwielaandrijving, die BSA Scout werden genoemd en die in tweezits- vierzits en coupé te koop waren. De productie eindigde met het uitbreken van de Tweede Wereldoorlog. 

#### Belastingvoordelen
- Om in hetzelfde belastingtarief te vallen als een zijspancombinatie moesten de driewielers lichter zijn dan 8 cwt (acht centum- of hundredweight). Dat was 408 kilo. Om dat te verwezenlijken moest men bij de viercilinder hier en daar aluminium toepassen. De andere modellen haalden het, gezien de uitgebreide uitrusting, makkelijk.
- De Britse Royal Automobile Club had al in 1910 een belastingtarief berekend, gebaseerd op de boring en het aantal cilinders van een motor. Deze berekening leverde een "fiscaal vermogen" op, maar van deze berekening klopte intussen niets meer door de voortschrijdende techniek én het feit dat de slag niet in de berekening was meegenomen. Daardoor was de cilinderinhoud niet bekend en kon men, door de slag maar lang genoeg te maken, een grote motor produceren met een zeer laag fiscaal vermogen. De BSA driewielers werden opgegeven als "9 pk", maar ze leverden in werkelijkheid 25 pk. Mede hierdoor hebben Britse auto- en motorfietsfabrikanten lang vastgehouden aan lange slag motoren.

#### Gegevens 1929-1939
| BSA Model       | 9 HP 2 seater | 9 HP 2 seater         | 9 HP 4 seater         | 9 HP Van              | Ten                   | Light Six            | Scout 9 HP            | Ten Saloon            | Scout 10 HP           |
| --------------- | ------------- | --------------------- | --------------------- | --------------------- | --------------------- | -------------------- | --------------------- | --------------------- | --------------------- |
| Periode         | 1929-1936     | 1931-1935             | 1931-1936             | 1931                  | 1931-1936             | 1934-1936            | 1935-1936             | 1936                  | 1937-1939             |
| Bouwwijze motor | V-twin        | Viercilinderlijnmotor | Viercilinderlijnmotor | Viercilinderlijnmotor | Viercilinderlijnmotor | Zescilinderlijnmotor | Viercilinderlijnmotor | Viercilinderlijnmotor | Viercilinderlijnmotor |
| Cilinderinhoud  | 1021 cc       | 1075 cc               | 1075 cc               | 1075 cc               | 1185 cc               | 1378 cc              | 1075 cc               | 1330 cc               | 1203 cc               |
| Aandrijving     | Voorwiel      | Voorwiel              | Voorwiel              | Voorwiel              | Achterwiel            | Achterwiel           | Voorwiel              | Achterwiel            | Voorwiel              |
| Wielbasis       | 2299 mm       | 2299 mm               | 2476 mm               | Onbekend              | 2476 mm               | 2515 mm              | 2362 mm               | 2515 mm               | 2286 mm of 2426 mm    |

### 1958-1960
Eind jaren vijftig kwam directeur Edward Turner op het idee om een dwergauto uit te brengen. In 1958 verscheen het prototype van de BSA Ladybird. Het was een klein, open autootje met twee voorwielen en een enkel achterwiel, aangedreven door de 250cc-tweetaktmotor van de BSA Sunbeam/Triumph Tigress-scooters. Hoewel er nog een hardtop-versie werd gebouwd, bleef het bij prototypen. Door de teruglopende vraag naar dwergauto's werd het concept in 1960 losgelaten. 

## Type-aanduiding
In de beginjaren werden de typen - zoals bij vrijwel alle Britse merken - aangeduid met het fiscale- en het werkelijke vermogen. Bij het Model 14/18 konden klanten dus zien dat ze in de belastingklasse van 14 pk vielen maar in werkelijkheid 18 pk kregen. Later werd alleen nog het fiscale vermogen vermeld. Een BSA Ten leverde 28 pk bij 4.000 tpm. In de jaren dertig werd het type, het bouwjaar en de plaats in de catalogus vermeld. Zo stond "TW33-10" voor "Three Wheeler, 1933, tiende in de catalogus".